# クラウドブリック
クラウドブリック株式会社(英文社名：Cloudbric Corp.)は、Web Application Firewall(WAF) ・DDoS保護及びSSLソリューションであるクラウドブリックサービスを提供するWebセキュリティ専門企業である。
2014年ペンタセキュリティシステムズの社内ベンチャーから始まり、2015年グローバルサービスをリリースし、その後2017年12月に分社化してクラウドブリック株式会社を設立した。
本社は大韓民国ソウル市汝矣島(ヨイド)に位置している。
2023年にペンタセキュリティと合併した。

## 概要
2014年ITセキュリティ企業のペンタセキュリティシステムズの‘誰でも簡単にアクセスできるWebセキュリティサービス’を作るための社内プロジェクトから誕生した。
以後サービスIDC（Internet Data Center）28個運営拡張・パートナーシップ50件締結・8,000名のユーザー加入を達成して、2017年12月に分社してクラウドブリック株式会社を設立した。

## サービスポリシー
クラウドブリックは、簡単なオンライン加入及び決済を通してWebサービスを運営している人なら誰でも簡単に高性能のWebファイアウォールサービスを利用出来るように開発された。
セキュリティ機能別に価格政策が区分されているのではなく、その月に使用したトラフィックの分だけ費用を支払う方式なので、今まで高価のWebファイアウォール装備を導入する事が難しかったスタートアップ企業や中小企業なども費用負担の少ないWebファイアウォールサービスを導入している。

## サービス
- Cloudbric WAF+

クラウド型セキュリティサービスである。企業のWebセキュリティに必要は5つの機能（WAF、DDoS攻撃防御、SSL証明書、脅威IP遮断、悪性ボット遮断）を提供している。
独自開発した検知エンジンは日本で特許を取得している。（特許第6715316号）
- Cloudbric RAS

DNS変更だけで簡単に多要素認証を導入することができるサービスである。
- Cloudbric CDN

全世界の60の異なる場所にあるエッジロケーションネットワークを活用したデジタルコンテンツ配信サービスである。
- Cloudbric WMS

パブリッククラウド（AWS WAF、Azure WAFなど）のWAFを代わりに運用してくれる（マネージド）サービスである。
サービス対象はAWS WAF。

## 受賞
- 2016年、SC Magazine Awardsで「最優秀SMEセキュリティソリューション」受賞[3]
- 2018年、Cybersecurity Excellence AwardsでCloudbric Labsの「今年のサイバーセキュリティプロジェクト（アジア太平洋）金賞」受賞[4]
- 2018年、Cybersecurity Excellence Awardsで「Webサイトセキュリティ銅賞」受賞[5]
- 2018年、第14回 Annual Info Security PGの2018 Global Excellence Awardsで「今年のセキュリティStartup」受賞[6]
- 2018年、Stevie Awardsで技術開発革新部門「銀賞」受賞[7]
- 2019年、Cyber Defense Magazine Infosec Awards 2019で「Hot Company Website Security」受賞[8]
- 2020年、Golden Bridge Awards 2020で「Best Service To Combat and Reduce the Impact of COVID-19銀賞」受賞
- 2022年、Cybersecurity Excellence Awards 2022で「AWS Cloud Security – ASIA（Cloudbric）銀賞」受賞[9]
- 2022年、Cybersecurity Excellence Awards 2022で「Cloud Security – ASIA（Cloudbric）銀賞」受賞[10]
- 2022年、Cybersecurity Excellence Awards 2022で「Web Application Security – ASIA（Cloudbric）金賞」受賞[11]
- 2022年、Cybersecurity Excellence Awards 2022で「Best Cybersecurity Startup – ASIA（Cloudbric）金賞」受賞[12]